# Amanecer sangriento
Amanecer sangriento (en inglés, The Bold and the Brave) es una película bélica estadounidense de 1956 dirigida por Lewis R. Foster y protagonizada por Wendell Corey, Mickey Rooney y Don Taylor. El guion fue escrito por Robert Lewin en la que era su debut como guionista basada en sus propias experiencias en la campaña de Italia de la Segunda Guerra Mundial.

## Argumento
Un batallón de soldados estadounidense recorre Italia durante 1944, con la Segunda Guerra Mundial a punto de finalizar. Durante su camino se encuentran con todo tipo de personajes marginales y dificultades diversas. Una clásica historia de guerra que intenta explicar las carencias y las actitudes de los soldados bajo una importante presión psicológica.

## Reparto
- Wendell Corey: Fairchild
- Mickey Rooney: Dooley
- Don Taylor: Preacher
- Nicole Maurey: Fiamma
- John Smith: Smith
- Race Gentry: Hendricks
- Tara Summers: Tina

## Premios y distinciones
Premios Óscar
| Año  | Categoría                          | Persona       | Resultado |
| ---- | ---------------------------------- | ------------- | --------- |
| 1956 | Mejor actor de reparto             | Mickey Rooney | Nominado  |
| 1956 | Óscar a la mejor argumento y guion | Robert Lewin  | Nominado  |